# غابور توث (سياسي)
غابور توث هو سياسي مجري، ولد في 31 يناير 1953 في Jászfényszaru ‏ في المجر. نشط حزبياً في فيدس – الاتحاد المدني المجري. وقد انتخب عضو الجمعية الوطنية المجرية ‏.